# PNG Air
PNG Air is een luchtvaartmaatschappij van Papoea-Nieuw-Guinea. Thuishaven is Jacksons International Airport in de hoofdstad Port Moresby.

## Bestemmingen
In juli 2009 voerde Airlines PNG passagiersvluchten uit naar de volgende bestemmingen:

### Papoea-Nieuw-Guinea
- Alotau (Gurney Airport)
- Awaba (Awaba Airport)
- Baimuru (Baimuru Airport)
- Balimo (Balimo Airport)
- Bosset (Bosset Airport)
- Daru (Daru Airport)
- Efogi (Efogi Airport)
- Fane (Fane Airport)
- Itokama (Itokama Airport)
- Kagi (Kagi Airport)
- Kerema (Kerema Airport)
- Kikori (Kikori Airport)
- Kiunga (Kiunga Airport)
- Kokoda (Kokoda Airport)
- Lae (Lae Airport)
- Lake Murray (Lake Murray Airport)
- Losuia (Losuia Airport)
- Manari (Manari Airport)
- Milei (Milei Airport)
- Misima Island (Misima Airport)
- Moro (Moro Airport)
- Mount Hagen (Mount Hagen Airport)
- Obo (Obo Airport)
- Ononge
- Port Moresby (Jacksons International Airport) hub
- Sasereme
- Suki (Suki Airport)
- Tabubil (Tabubil Airport)
- Tapini
- Tufi (Tufi Airport)
- Wabo (Wabo Airport)
- Wanigela (Wanigela Airport)
- Wipim (Wipim Airport)
- Woitape (Woitape Airport)

### Australië
- Brisbane (Brisbane Airport)
- Cairns (Cairns Airport)

## Vloot
De vloot van Airlines PNG bestaat uit de volgende toestellen : 
- 8 de Havilland Canada DHC Dash 8-100
- 8 de Havilland Canada DHC-6-300 Twin Otter